# Finis Gloriæ Mundi
Finis Gloriæ Mundi (in latino "la fine della gloria del mondo") è un saggio pubblicato nel 1999 sotto lo pseudonimo di "Fulcanelli", già utilizzato per Il mistero delle cattedrali e Le dimore filosofali negli anni Venti-Trenta.

## Storia editoriale
Eugène Canseliet, sedicente discepolo di Fulcanelli e curatore delle edizioni originali de Il mistero delle cattedrali e de Le dimore filosofali, dichiarò che esisteva una terza opera di Fulcanelli, intitolata Finis Gloriae Mundi, ma che l'autore, dopo avergli consegnato il manoscritto, l'aveva rivoluto indietro per distruggerlo perché non ne era soddisfatto; lasciò comunque una sinossi schematica dell'opera.
Nel 1999 lo storico dell'esoterismo Jacques d'Arès fece pubblicare a Londra dalle edizioni Liber Mirabilis una versione di Finis Gloriæ Mundi che seguiva uno schema radicalmente diverso da quello fornito da Canseliet, e della quale sosteneva di aver ricevuto il manoscritto per posta elettronica. Seguì un'edizione in spagnolo a Barcellona nel 2002, quindi l'edizione in italiano delle Edizioni Mediterranee di Roma nel 2007.

## Contenuto

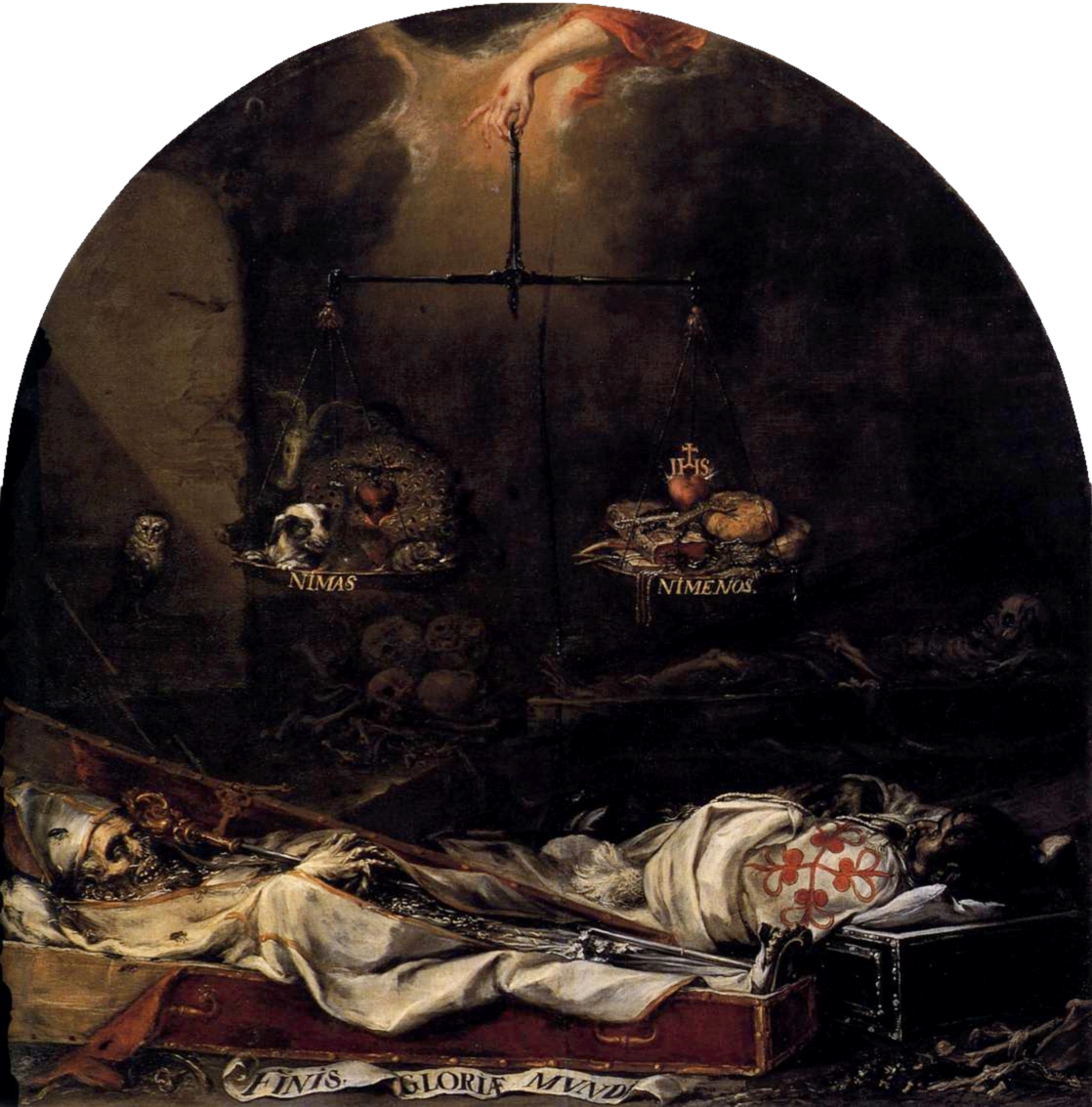
Juan de Valdés Leal, Finis gloriæ mundi (1672), Hospital de la Caridad di Siviglia

L'autore fa iniziare la sua esposizione dall'analisi del dipinto dello spagnolo Juan de Valdés Leal intitolato Finis Gloriæ Mundi, conservato a Siviglia nell'Hospital de la Caridad. Quella che dagli storici dell'arte è interpretata come un'allegoria della caducità delle cose mondane è ricondotta da Fulcanelli ad una precisa simbologia alchemica; il suo significato ultimo starebbe nell'applicazione dell'"arte" (intendendo con questo termine uno dei modi di effettuare il procedimento alchemico) alla società umana.
L'autore sostiene che i recenti progressi scientifici negli ambiti della fisica, della chimica e della biologia sarebbero dovuti a conoscenze acquisite dagli alchimisti per primi, ma che gli esponenti della scienza non esoterica, separando la ricerca sperimentale dal cammino di perfezionamento spirituale e senza provare interiormente il dovuto rispetto per la materia oggetto delle loro ricerche, si siano resi responsabili di orrori come lo sgancio delle bombe atomiche sul Giappone e la manipolazione del genoma umano.
Ricollegandosi all'allegoria delle quattro età (età dell'oro, dell'argento, del bronzo e del ferro), risalente all'antichità e citata anche in testi sacri come il libro di Daniele, si ammonisce che delle deviazioni auspicate dalla scienza moderna (che dalla corrente età del ferro proporrebbe di tornare repentinamente all'età dell'oro) potrebbero mettere a repentaglio la sopravvivenza stessa dell'umanità; qualcosa di simile potrebbe essere stata anche la causa, per l'autore, della distruzione di Atlantide. Per questo motivo, gli scienziati del presente sono spesso apostrofati nel testo col termine deteriore di "soffiatori", usato per indicare gli alchimisti che erano interessati solo al profitto invece che alla conoscenza.
L'antico testo ermetico della Tavola di smeraldo è interpretato come un testo profetico che si è visto in gran parte avverarsi nel XX secolo, con l'invenzione della bomba atomica e lo sbarco sulla Luna. L'autore dà poi un giudizio molto negativo sulla politica estera portata avanti dagli Stati Uniti e l'attribuisce al sentimento di "eccezionalità" dei suoi cittadini, che si sentirebbero come il "popolo eletto", tracciandone le origini fino ai Padri Pellegrini del XVII secolo. I primi scienziati della Nuova Inghilterra avrebbero avuto una preparazione carente in alchimia e da ciò sarebbe discesa una sopravvalutazione dell'aspetto materiale della ricerca – alimentato ulteriormente dai suoi innegabili successi pratici – a scapito di quello spirituale. Questa dicotomia si sarebbe quindi diffusa in tutta la società americana; come reazione ad un clima culturale impregnato d'ateismo, si sarebbero sviluppati dei succedanei dell'autentica spiritualità, come in passato lo spiritismo ed ora la New Age (di cui l'autore denuncia l'inconsistenza, sul piano astronomico, del preteso passaggio all'era dell'Acquario). Tuttavia, l'autore ritiene che finché l'afflato spirituale sarà presente nell'essere umano ci sarà speranza per il futuro, e che il vero scopo della via alchemica è rendere l'uomo veramente libero.

## Dibattito sull'autenticità
Subito dopo la pubblicazione della prima edizione nel 1999 divamparono le polemiche sull'autenticità del testo. I riferimenti a scoperte scientifiche e ad avvenimenti recenti, oltre alla differente visione escatologica che sembrava contraddire quella delle opere precedenti, rendevano praticamente impossibile attribuire la paternità del testo allo stesso Fulcanelli de Il mistero delle cattedrali e de Le dimore filosofali, che secondo quanto dichiarato da Casteliet sarebbe nato nel 1839. Per la studiosa Geneviève Dubois, Jacques d'Arès avrebbe redatto Finis Gloriæ Mundi sulla base di scritti inediti di Pierre Dujols de Valois, mentre per Jean-Pierre Thomas si tratterebbe né più né meno che di un'impostura ad opera di d'Arès e di Jean-Marc Savary, altro curatore dell'edizione.

## Edizioni
- (FR) Fulcanelli, Finis Gloriæ Mundi, prefazione di Jacques d'Arès, Londres, Liber Mirabilis, 1999, ISBN 978-5665418841.
- (ES) Fulcanelli, Finis Gloriae Mundi, prefazione di Jacques d'Arès, Barcelona, Ediciones Obelisco, 2002, ISBN 8477209375.
- Fulcanelli, Finis Gloriæ Mundi, traduzione di Vinicio Bizzarri e Moreno Neri, prefazione di Jacques d'Arès, con una presentazione di Mariano Bizzarri, Roma, Edizioni Mediterranee, 2007, ISBN 978-88-272-1877-8.